# Nambiyath Puthansurayil Balakrishnan
Nambiyath Puthansurayil Balakrishnan (27 de julio de 1935-2024) fue un botánico y pteridólogo indio. Trabajó desde 1958 en el "Botanical Survey of India", llegando a Director Adjunto, y retirándose en 1993.
En 1958 obtuvo su M.A. en Botánica en la Universidad de Madrás; y su Special M.Sc. (en Taxonomía Vegetal) de la Universidad de Liverpool, R.U. en 1967. Y en 1972 su Ph.D. en Taxonomía Vegetal de la "Gauhati University", en India.

## Algunas publicaciones

### Libros
- 1981.  Flora of Jowai (Vol. 1). Ed. Botanical Survey of India
- A.N. Henry, AN; V Chithra; NP Balakrishnan. 1989. Flora of Tamil Nadu, India: series 1: analysis. Ed. Botanical Survey of India
- Ramamurthy, K; NP Balakrishnan, K Ravikumar. 1992. Seagrasses of Coromandel Coast India. Ed. Botanical Survey of India
- D.M. Verma, DM; NP Balakrishnan (eds.). 1993. Flora of India: Series 2: Flora of Madhya Pradesh (Vol. I). Ed. Botanical Survey of India
- Balakrishnan, NP; R Ansari. 1994. The Family Eriocaulaceae in India. Ed. Bishen Singh Mahendra Pal Singh
- Balakrishnan, NP; T Chakrabarty. 2007. The Family Euphorbiaceae in India: A Synopsis of its Profile, Taxonomy and Bibliography. Ed. Bishen Singh Mahendra Pal Singh. xxii + 500 pp.

## Galardones
- 2006: Premio Nacional de Janaki Ammal EK en Taxonomía por el Ministerio de Ambiente y Bosques, Gob. de la India
- 2003: Pte. de la Asociación India de Taxonomía de Angiospermas[3]
- La abreviatura «N.P.Balakr.» se emplea para indicar a Nambiyath Puthansurayil Balakrishnan como autoridad en la descripción y clasificación científica de los vegetales.[4]